# Анитони, Ваэа
Ваэа Науфану Анитони (англ. Vaea Naufahu Anitoni, родился 20 сентября 1970 года в Тонгатапу) — американский и тонганский регбист, выступавший на позиции винга; рекордсмен сборной США по регби по числу занесённых попыток (26). Член Регбийного зала славы США с 2019 года.

## Биография

### Игровая карьера
На протяжении спортивной карьеры выступал за регбийные клубы «Помона», «Сан-Франциско Олимпик» и «Сан-Матео», в составе последнего выиграл в 1997 году чемпионат США по регби-7. В 1991 году приехал в США, в Калифорнию.
11 апреля 1990 года сыграл единственную игру за сборную Тонга против Японии в Токио. 13 июня 1992 года дебютировал в Денвере за сборную США против Канады. Первую попытку занёс 21 мая 1994 года в матче против канадцев. В 1996—1998 годах в 28 играх за сборную США занёс 22 попытки, причём дважды оформлял покер по попыткам за один матч: 6 июля 1996 года против Японии и 8 апреля 1998 года против Португалии. В 1999 году сыграл три матча на чемпионате мира в Уэльсе: прессой оценивался как ключевой игрок национальной сборной США. Всего в его активе 26 попыток (130 очков) за 46 матчей, рекорд в сборной США по попыткам и по числу покеров в матчах не побит до сих пор; также именно он помог американцам впервые в истории обыграть Канаду.
Антиони также играл за сборную США по регби-7, выступая на Гонконгском ежегодном турнире. В 1997 году был в заявке на чемпионат мира по регби-7.

### После регби
После регби занимался тренерской карьерой: с 2016 года тренирует любительский клуб «Напа Вэлли» 3-го дивизиона США (чемпион 3-го дивизиона 2019 года, четвертьфиналист национального первенства). 26 июля 2019 года Антиони был включён в Регбийный зал славы США в Глендейле, штат Колорадо: он стал первым уроженцем Океании, удостоившимся таких почестей.

### Семья
Его супруга — Хаителенисиа (Сия), уроженка Тонга, но проживала на другом острове. Есть сыновья Науфаху и Соломоне и дочь Мэриан. Старший сын окончил в мае 2019 года университет Святого Иоанна в Миннесоте, где играл в американский футбол. Дочь занимается волейболом и лёгкой атлетикой, учится в Университете Согласия в Ирвайне. Младший сын учился в школе Джастин-Сиена, играет в американский футбол, баскетбол и занимается лёгкой атлетикой.
В 2001 году Антиони стал гражданином США, осев в Калифорнии. Из-за мирового финансового кризиса продал свой дом в Вальехо, чтобы заплатить за учёбу детей в частных школах. В настоящее время совмещает работу тренера с работой водителя компании Coca-Cola.

## Стиль игры
Антиони играл на разных позициях, однако в сборной выступал как винг. В середине 1990-х его оценивали как одного из лучших игроков сборной по регби-15 и регби-7 благодаря его скоростным качествам.

## Список попыток
| Номер по счёту | Противник  | Стадион                                      | Турнир                                  | Дата             | Итог      | Счёт  |
| -------------- | ---------- | -------------------------------------------- | --------------------------------------- | ---------------- | --------- | ----- |
| 1              | Канада     | Джордж-Аллен-Филд, Лонг-Бич, Калифорния      | Тест-матч                               | 21 мая 1994      | Поражение | 10–15 |
| 2              | Аргентина  | Джордж-Аллен-Филд, Лонг-Бич, Калифорния      | Чемпионат мира 1995 — отборочный турнир | 28 мая 1994      | Поражение | 22–28 |
| 3              | Ирландия   | Лэнсдаун Роуд, Дублин                        | Тест-матч                               | 5 ноября 1994    | Поражение | 15–26 |
| 4              | Канада     | Стадион Мэтью Боксера, Сан-Франциско         | Чемпионат Тихоокеанского хребта 1996    | 11 мая 1996      | Победа    | 19–12 |
| 5              | Канада     | Тандербёрд, Ванкувер                         | Чемпионат Тихоокеанского хребта 1996    | 18 мая 1996      | Поражение | 20–24 |
| 6              | Япония     | Титибуномия, Токио                           | Чемпионат Тихоокеанского хребта 1996    | 16 июня 1996     | Поражение | 18–24 |
| 7              | Япония     | Титибуномия, Токио                           | Чемпионат Тихоокеанского хребта 1996    | 16 июня 1996     | Поражение | 18–24 |
| 8              | Гонконг    | Стадион Мэтью Боксера, Сан-Франциско         | Чемпионат Тихоокеанского хребта 1996    | 29 июня 1996     | Победа    | 42–23 |
| 9              | Гонконг    | Стадион Мэтью Боксера, Сан-Франциско         | Чемпионат Тихоокеанского хребта 1996    | 29 июня 1996     | Победа    | 42–23 |
| 10             | Япония     | Стадион Мэтью Боксера, Сан-Франциско         | Чемпионат Тихоокеанского хребта 1996    | 6 июля 1996      | Победа    | 74–5  |
| 11             | Япония     | Стадион Мэтью Боксера, Сан-Франциско         | Чемпионат Тихоокеанского хребта 1996    | 6 июля 1996      | Победа    | 74–5  |
| 12             | Япония     | Стадион Мэтью Боксера, Сан-Франциско         | Чемпионат Тихоокеанского хребта 1996    | 6 июля 1996      | Победа    | 74–5  |
| 13             | Япония     | Стадион Мэтью Боксера, Сан-Франциско         | Чемпионат Тихоокеанского хребта 1996    | 6 июля 1996      | Победа    | 74–5  |
| 14             | Уругвай    | Флетчерс-Филдс, Маркем, Онтарио              | Панамериканский чемпионат 1996          | 21 сентября 1996 | Победа    | 27–13 |
| 15             | Япония     | Стадион Мэтью Боксера, Сан-Франциско         | Чемпионат Тихоокеанского хребта 1997    | 7 июня 1997      | Победа    | 51–29 |
| 16             | Уэльс      | Уилмингтон, Делавэр                          | Тест-матч                               | 5 июля 1997      | Поражение | 20–30 |
| 17             | Уэльс      | Стадион Мэтью Боксера, Сан-Франциско         | Тест-матч                               | 12 июля 1997     | Поражение | 23–28 |
| 18             | Португалия | Стадион Лиссабонского университета, Лиссабон | Тест-матч                               | 8 апреля 1998    | Победа    | 61–5  |
| 19             | Португалия | Стадион Лиссабонского университета, Лиссабон | Тест-матч                               | 8 апреля 1998    | Победа    | 61–5  |
| 20             | Португалия | Стадион Лиссабонского университета, Лиссабон | Тест-матч                               | 8 апреля 1998    | Победа    | 61–5  |
| 21             | Португалия | Стадион Лиссабонского университета, Лиссабон | Тест-матч                               | 8 апреля 1998    | Победа    | 61–5  |
| 22             | Испания    | Эль-Пуэрто-де-Санта-Мария                    | Тест-матч                               | 12 апреля 1998   | Победа    | 49–3  |
| 23             | Испания    | Эль-Пуэрто-де-Санта-Мария                    | Тест-матч                               | 12 апреля 1998   | Победа    | 49–3  |
| 24             | Гонконг    | Абердин, Гонконг                             | Чемпионат Тихоокеанского хребта 1998    | 16 мая 1998      | Поражение | 25–43 |
| 25             | Аргентина  | Стадион крикета и регби, Буэнос-Айрес        | Чемпионат мира 1999 — отборочный турнир | 15 августа 1998  | Поражение | 24–52 |
| 26             | Канада     | Стэнли-Парк, Торонто                         | Чемпионат Тихоокеанского хребта 1999    | 19 июня 1999     | Победа    | 18–17 |